# Васильевское (Первомайский район)
Васильевское — деревня в Пречистенском сельском округе Пречистенского сельского поселения Первомайского района Ярославской области России. 

## География
Деревня расположена в 9 км на восток от райцентра посёлка Пречистое.

## История
Из храмоздательной грамоты от 1775 года видно, что село Васильевское принадлежало к Любимскому округу Костромской епархии, и в нем было две церкви деревянные. Каменная Богородская церковь построена в 1775 году на средства прихожан. В ней было три престола: в настоящей холодной — Рождества Пресвятой Богородицы и в теплой трапезной: на правой стороне — во имя св. Василия Великого, на левой стороне — св. и чуд. Николая. 
В конце XIX — начале XX века село являлось центром Васильевской волости Любимского уезда Ярославской губернии.
С 1929 года село входило в состав Шильпуховского сельсовета Любимского района, в 1935 — 1963 годах в составе Пречистенского района, с 1954 года — в составе Пречистенского сельсовета, с 1965 года — в составе Первомайского района, с 2005 года — в составе Пречистенского сельского поселения.

## Население
| 1859 | 1914 | 2002 | 2007 | 2010 |
| ---- | ---- | ---- | ---- | ---- |
| 61   | ↗75  | ↘0   | →0   | →0   |

## Достопримечательности
В деревне расположена недействующая Церковь Рождества Пресвятой Богородицы (1775).